# Milešovský potok
Milešovský potok (německy Milleschauer Bach) pramení nad Vojenským rybníkem mezi vrchy Kleč a Bukový vrch v CHKO České středohoří. V Malých Žernosekách, se pak vlévá zleva do Labe.

## Průběh
Potok pramení jižně od Vojenského rybníka pod vrchem Bukový vrch (680 m n. m.) v Českém středohoří. Z rybníka dále teče severovýchodním směrem a pod Milešovkou se stáčí k jihovýchodu až do Milešova. Zde se do něho vlévá několik menších potůčků z obou stran. Protéká Milešovem, kde se do něho v osadě Mlýnce vlévá Pálečský potok. Pod Mlýnci se nachází dva rybníky, které dříve sloužily Lučskému mlýnu, nalézajícímu se pod silnicí vedoucí z Milešova do Velemína.
Dále potok pokračuje na východ obklopen vodomilnou vegetací až do obce Velemín. Před obcí se do něj zleva vlévá jeden menší potok. Ve východní části Velemína se do něj vlévá zleva Luční potok a následně zprava potok pramenící ve vsi Březno. Zde již potok teče Opárenským údolím obklopeným lesy. Nad obcí Oparno se do něj vlévá další potok zleva. Pod samým Oparnem se nachází bývalý Černý a Císařský mlýn. Před soutokem s řekou Labe protéká Malými Žernoseky, kde bývá pro závlahu zahrádkářů v letních měsících využíván tzv. Malý potok, odvádějící menší část vody z Milešovského potoka, zakončený rybníčkem.
Průměrný roční průtok v Malých Žernosekách se pohybuje okolo 0,21 m³/s. Významného průtoku dosáhl 5. června 2000 po krátké podvečerní přívalové bouři s krupobitím, kdy jeho hladina v Malých Žernosekách dosáhla výšky 3 m a průtoku přibližně 100 m³/s.

## Fauna
V nivě Milešovského potoka bylo zjištěno 72 druhů měkkýšů: 66 druhů suchozemských plžů, 4 druhy vodních plžů a 2 druhy mlžů.